# Lac de Soglia
Le lac de Soglia est un petit lac situé en Haute-Corse à 1 870 m d'altitude, dans le massif du Monte Ritondu.

## Géographie
Le lac de Soglia se situe au sud du lac de Melu (1 710 m), à proximité du sentier reliant ce dernier à la Bocca Soglia (col emprunté par le GR20). Il présente de remarquables pozzines.